# Medveži (otok)
Otok Medveži (rus. Медвежий остров) je dugački i uski otok u sjeverozapadnom dijelu Ohotskog mora, najzapadniji od Šantarskih otoka. Nalazi se na istočnoj strani Udskog zaljeva. Dugačak je 12,9 km. Od kopna je odvojen Ševčenkovom tjesnacem.

## Povijest
Između 1855. i 1874. američki kitolovci usidrili su se ispod Medvežija kako bi se sklonili od oluja i nabavili drva. Također su ga koristili kao polaznu točku za slanje manjih kitolovki za hvatanje grenlandskih kitova u Udskom i Tugurskom zaljevu. Nazvali su ga Elbow Island.
U noći 11. listopada 1858. bark Phoenix (323 tone) iz Nantucketa, pod kapetanom Bethuelom Handyjem iz Cotuita, potopljen je na zapadnoj strani otoka tijekom oluje. Kapetan Handy i desetak ljudi kasnije su prešli zaleđeni Ševčenkov tjesnac i putovali uz obalu do Chumikana na ušću rijeke Uda gdje su ih domaći lovci odveli u unutrašnjost do ruskog vojnog naselja Udskoje, gdje su proveli zimu; dok su prvi časnik Charles Chester i ostatak posade proveli zimu u kolibi od drva i jedara koju su izgradili na Medvežiju. U lipnju 1859., ljudi u Udskojeu su otputovali do ušća rijeke Uda, gdje ih je spasio brod Java; ostatak posade na Medvežiju spasili su drugi brodovi.